# Lophostoma yasuni
El murciélago de orejas redondas del Yasuní (Lophostoma yasuni) es una especie de murciélago de la familia Phyllostomidae.

## Distribución geográfica
Es endémica de Ecuador, donde sólo se conoce en el Parque nacional Yasuní, Provincia de Orellana.